# Walther-Schreiber-Platz
La Walther-Schreiber-Platz est une intersection dans Berlin, le quartier de Friedenau, à la frontière de celui de Steglitz.

## Histoire
La place est baptisée du nom de Walther Schreiber, homme politique berlinois (CDU), bourgmestre-gouverneur de Berlin-Ouest pendant quinze mois de 1953 à 1955. Après la mort de Schreiber le 30 juin 1958, sur proposition de la circonscription de Schöneberg, le Sénat de Berlin décide moins d'une semaine après le décès de nommer la place en construction Walther-Schreiber-Platz. Schöneberg donne son approbation le 20 août. Cependant les habitants du quartier l'appelent encore "Rheineck", du nom d'un ancien pharmacien.
À l'origine, la place est un îlot qui accueillait plusieurs arrêts du tramway jusqu'à l'arrêt du trafic en 1963. En 1971, la station de métro Walther-Schreiber-Platz est ouverte, elle est d'abord un terminus de la ligne 9, passant sous la Bundesallee (de). L'autre ligne de métro au sud de Berlin est construite dès 1971 et inaugurée en 1974. La place pouvant recevoir plus de monde est alors reconçue. On installe une aire de taxis à l'est et une grande station de bus à l'ouest.
En 2006, la place est entièrement rénovée à nouveau. La voie ouest est mise à contre-sens. Le terre-plein central disparaît, les trottoirs sont élargis, une voie supplémentaire permet de tourner pour la Bornstrasse. La station taxi est maintenue. L'aire de bus est plus grande, un système de feux est installé pour permettre une plus forte rotation des bus.
En 2011, une piste cyclable depuis la Schloßstraße permet d'accéder à la place.

## Bâtiments
Le Forum Steglitz (de) est l'un des premiers centres commerciaux allemands, ouvert en 1970. En 2007, il est rénové et agrandi.
Le bâtiment le plus connu de la place est le Schloss-Straßen-Center (de), ouvert en 2007, sur l'endroit de l'ancien magasin Hertie (de), complètement détruit. L'entrée de la station de métro est redessinée, un accès donne directement au magasin ainsi qu'un ascenseur.
Le bâtiment classé à l'angle de la Bundesallee et de la Rheinstraße (de) recevait le magasin de confection Ebbinghaus jusqu'en 2006. En 2007, il est réaménagé pour accueillir un centre médical et au rez-de-chaussée un supermerché bio. Le bâtiment conserve ses stores caractéristiques par leurs porte-à-faux.

## Source, notes et références
- (de) Cet article est partiellement ou en totalité issu de l’article de Wikipédia en allemand intitulé « Walther-Schreiber-Platz » (voir la liste des auteurs).